# Chappaquiddick Island

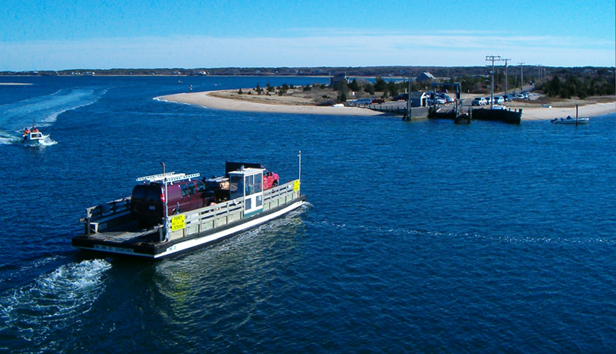
En färja från Martha's Vineyard

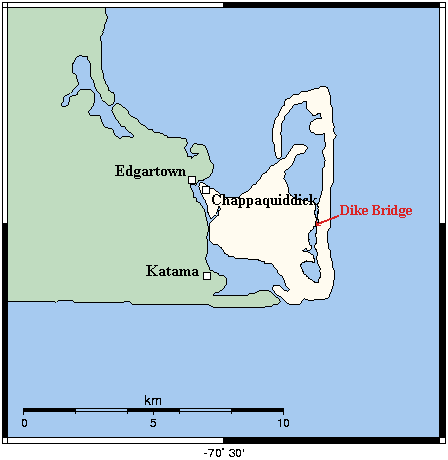
Karta över Chappaquiddick med Dike Bridge där olyckan ägde rum utmärkt.

Chappaquiddick Island är en ö i den amerikanska delstaten Massachusetts. Ön är en del av staden Edgartown och betraktas ibland som en ö och ibland som en halvö, på grund av ett smalt rev som sträcker sig mellan Martha's Vineyard och Chappaquiddick som tidvis täcks av vatten under orkaner och starka stormar. Exempelvis var revet täckt i åtta år mellan 2007 och 2015. Trots att landmassorna oftast har varit hopväxta över vattenytan kallas Chappaquiddick oftast en ö.
Ön hamnade i fokus för amerikansk politik 1969 efter att senatorn Ted Kennedy och den unga kvinnan Mary Jo Kopechne körde ner i vattnet vid Dike Bridge på denna ö efter en fest. Kennedy lyckades ta sig ut, efter att förgäves ha försökt rädda Kopechne, men underlät därefter att rapportera olyckan i tio timmar. Kennedy dömdes sedan till två månaders fängelse villkorligt. Det faktum att Ted Kennedy underlät att anmäla olyckan under tio timmar ledde till att han inte kom att nomineras till USA:s president.